# Lijst van beelden in Woudenberg
Dit is een (onvolledige) chronologische lijst van beelden in Woudenberg. Onder een beeld wordt hier verstaan elk driedimensionaal kunstwerk in de openbare ruimte van de Nederlandse gemeente Woudenberg, waarbij beeld wordt gebruikt als verzamelbegrip voor sculpturen, standbeelden, installaties, gedenktekens en overige beeldhouwwerken.
Voor een volledig overzicht van de beschikbare afbeeldingen zie: Beelden in Woudenberg op Wikimedia Commons.
| Geplaatst | Omschrijving | Kunstenaar                  | Straat                                             | Plaats     | Materiaal | Afbeelding |
| --------- | --- | --------------------------- | -------------------------------------------------- | ---------- | --------- | ---------- |
| 2000      | Quatre Bras | Frans en Truus van der Veld | De Nieuwe Poort                                    | Woudenberg | brons     |            |
| 2005      | Rabobank-man (dit beeld is sinds het vertrek van de bank niet meer aanwezig op deze plek, alleen de sokkel staat er nog) | Desirée Tonnaer             | Europaweg (vijver voor voormalig kantoor Rabobank) | Woudenberg | brons     |            |
| 2005      | J.B. de Beaufort | Djoeke van Zwetselaar       | Maarsbergseweg                                     | Woudenberg | brons     |            |
| 2008      | Wegvliegende zwanen | Yvonne Kors                 | Schans                                             | Woudenberg | brons     |            |